# Kemenesszentmárton, Vas
Kemenesszentmárton  este un sat în districtul Celldömölk, județul Vas, Ungaria, având o populație de 197 de locuitori (2011). 

## Demografie
Componența etnică a satului Kemenesszentmárton
     Maghiari (100%)
Componența confesională a satului Kemenesszentmárton
     Luterani (26,4%)
     Romano-catolici (24,37%)
     Fără religie (3,55%)
     Reformați (1,52%)
     Necunoscută (44,16%)
Conform recensământului din 2011, satul Kemenesszentmárton avea 197 de locuitori. Din punct de vedere etnic, majoritatea locuitorilor (100,0%) erau maghiari. Nu există o religie majoritară, locuitorii fiind luterani (26,4%), romano-catolici (24,37%), persoane fără religie (3,55%) și reformați (1,52%). Pentru 44,16% din locuitori nu este cunoscută apartenența confesională.